# Amegilla malaccensis
Amegilla malaccensis là một loài Hymenoptera trong họ Apidae. Loài này được Friese mô tả khoa học năm 1918.